# سيث مارتن
سيث مارتن هو رجل إطفاء كندي، ولد في 4 مايو 1933 في روسلاند ‏ في كندا، وتوفي في 6 سبتمبر 2014 في ترايل في كندا.

## وصلات خارجية
- سيث مارتن على موقع دوري الهوكي الوطني (الإنجليزية)
- سيث مارتن على موقع EliteProspects.com (الإنجليزية)
- سيث مارتن على موقع HockeyDB.com (الإنجليزية)
- سيث مارتن على موقع Hockey-Reference.com (الإنجليزية)
- سيث مارتن على موقع أوليمبيديا (الإنجليزية)
- سيث مارتن على موقع قاعة كولومبيا البريطانية للمشاهير الرياضية (الإنجليزية)